# Simon Lindsjö
Simon Lindsjö föddes den 15 mars 1886 i Stönnansbo, Tierps socken, son till hemmansägare Erik Larsson (1849-1917) och Maja Lena Ersdotter (1847-1925). Död i Uppsala 24 juli 1952. Svensk byggnadsingenjör utan någon traditionell arkitektutbildning. Han ritade ändå många flerbostadshus och villor i Uppsala.

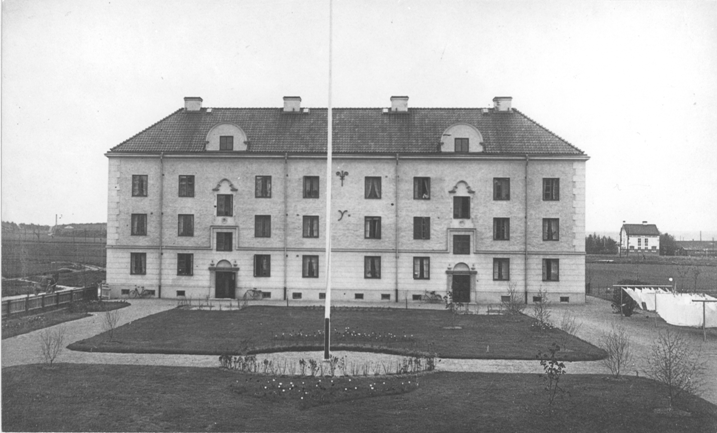
Bf Ymer 1926

Lindsjös hus återfinns i Luthagen, Kåbo, Svartbäcken och Fålhagen. Han är mest känd för sina föreningshus i Fålhagen (Vaksalastaden), där han bland andra ritat och byggt Bf Ymer, Uppsalas första moderna föreningshus.
Lindsjös kännetecken var hus som aldrig hade mer än två lägenheter per trapphusplan, vars kök och minsta rum vette mot entrén (norr eller öster) och där de största rummen alltid hade solläge (söder eller öster). Husen omslöt dessutom nästan alltid en inre gård, genom att vara placerade längs gatorna.
1932 förvärvade Lindsjö Engelska villan i Uppsala (Trädgårdsgatan 11), där han bodde till sin död 1952. Han är gravsattes på Uppsala gamla kyrkogård, invid sin första fru (kvarter 16,  gravplats 0872B).